# Свемирска станица Мир
Мир (што може на руском значити и свет и мир) је била совјетска (а касније руска) орбитална станица. Представљала је прву темељито настањену свемирску истраживачку станицу у историји човечанства. Станица Мир држала је рекорд у најдужем сталном људском присуству у свемиру – 3.644 дана, све до 23. октобра 2010. када је тај рекорд преузела Међународна свемирска станица. Кроз низ међународних сарадњи, био је доступан космонаутима и астронаутима разних земаља. Мир је састављен у орбити спајањем неколико модула, од којих је сваки одвојено лансиран од 20. фебруара 1986. до 23. априла 1996. године. Станица је постојала до 23. марта 2001. када је намерно деорбитирана изнад јужног Пацифика.